# Karma & Jonar (TV-serie)
Karma & Jonar är en animerad svensk äventyrsteveserie från 2022 som bygger på äventyrsserien Karma & Jonar av författarpseudonymen Zelda Falköga. Första säsongen hade premiär på Viaplay 3 december 2022 och bestod av åtta avsnitt.
Serien produceras av Viaplay Studios Animation medan Alexander Gustavsson regisserar och Henrik Ahnborg stod för manus. I huvudrollerna hörs bland annat Suzanne Reuter, Lily Wahlsteen och Frank Dorsin.

## Handling
Serien handlar om de två tonåringarna Karma och Jonar som kommer från två rivaliserande familjer och måste samarbeta för att rädda landet Glimeria från den onda stendraken.

## Rollista
- Suzanne Reuter – Zelda
- Lily Wahlsteen – Karma
- Frank Dorsin – Jonar
- Maja Söderström – Hedda
- Hanna Dorsin – Rakel
- Anna Sahlene – Luna
- Fredrik Hiller – Askar
- Kim Sulocki – Herrus
- Irene Lindh – Herva
- Natanael Weitzberg – Ben
- Joakim Tidermark – Varli
- Billie Dean – Sinja
- Hugo Gummeson – Tristan[2]

## Produktion
Serien spelades in med hjälp av motion capture-teknik i en spelmotor.

## Avsnitt
1. Stjärnglöd
2. Stölden
3. Fienden
4. Klipptrollet
5. Fotsteg
6. Planen
7. Eldnatten
8. Sten mot sten[4]